# Lars Roverud
Lars Roverud, född 19 december 1776, död 26 februari 1850 i Kristiania, var en norsk musiker. 

## Biografi
Lars Roverud föddes i Kristiania. Hans far arbetade som köpman. Roverud utexaminerades från skolan 1794 och blev musiklärare i Kristiania. 1828 gjorde han en resa till Stockholm för att studerad elementär vokalmusik. Roverud hade i uppdrag att resa runt i Norge, för att vägleda skollärare i kyrkomusik och psalmodikon. Roverud avled 26 februari 1850 i Kristiania.